# Goldstraße 15 (Quedlinburg)

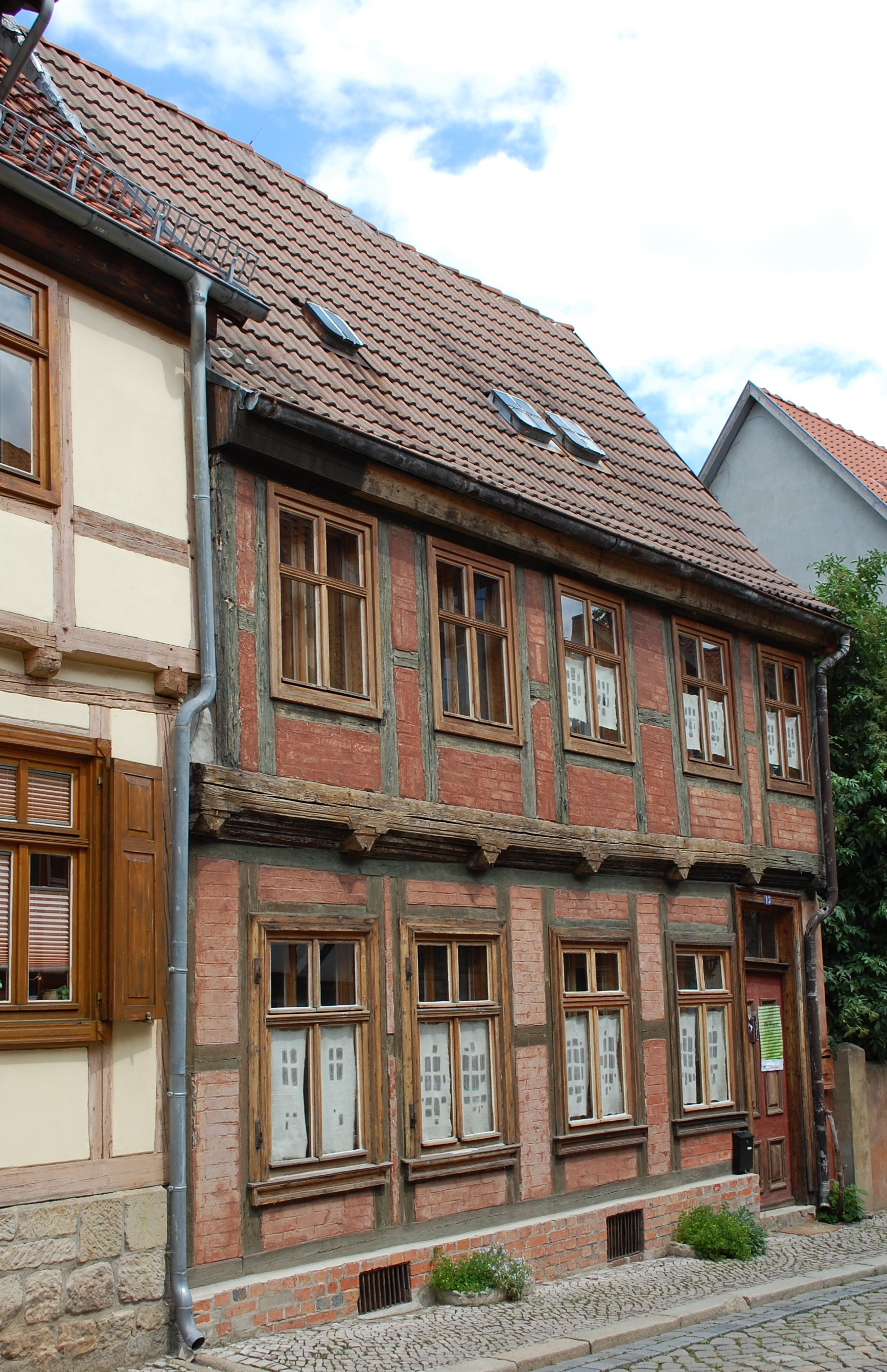
Goldstraße 15

Das Haus Goldstraße 15 ist ein denkmalgeschütztes Gebäude in Quedlinburg in Sachsen-Anhalt. Es gehört zum UNESCO-Weltkulturerbe.

## Lage
Das im Quedlinburger Denkmalverzeichnis eingetragene Haus befindet sich im nördlichen Teil der Quedlinburger Altstadt auf der Nordseite der Goldstraße.

## Architektur und Geschichte
Das zweigeschossige Fachwerkhaus wurde im Zeitraum um 1670 gebaut. Im 19. Jahrhundert wurde das Gebäude umgebaut, wodurch das ursprüngliche Erscheinungsbild verändert wurde. Die Fachwerkfassade weist Pyramidenbalkenköpfe auf. An der Stockschwelle findet sich eine stilisierte Schiffskehle. 